# Malbork

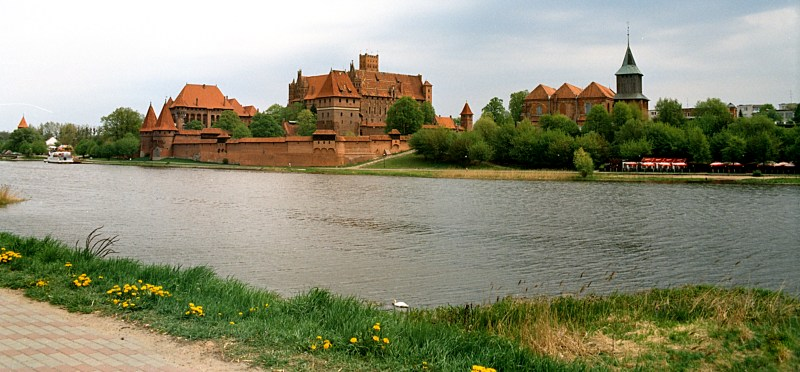
Hrad Malbork

Malbork (německy Marienburg) je historické město v Polsku v Pomořském vojvodství v okrese Malbork, ležící na řece Nogat. Nachází na území bývalé Pomezánie v historickém Prusku, etnograficky v oblasti Povislí. Dominantou města je křižácký hrad Malbork, obranná tvrz postavená z červených cihel v gotickém stylu. Nyní je hrad součástí světového dědictví UNESCO. V roce 2024 zde žilo 36 573 obyvatel.
V bojích druhé světové války bylo město značně poškozeno a cihel z pobořených domů se používalo i na obnovu Varšavy.

## Statistika počtu obyvatel
| Rok            | 1409 | 1570  | 1772  | 1809  | 1848  | 1880  | 1890   | 1905   | 1916   | 1923   | 1939   | 1943   | 1945  | 1950   | 1955   | 1965   | 1975   | 1989   | 1995   | 2004   | 2015   | 2024   |
| -------------- | ---- | ----- | ----- | ----- | ----- | ----- | ------ | ------ | ------ | ------ | ------ | ------ | ----- | ------ | ------ | ------ | ------ | ------ | ------ | ------ | ------ | ------ |
| Počet obyvatel | 400  | 3 000 | 3 635 | 5 364 | 6 806 | 9 459 | 10 732 | 13 095 | 20 128 | 20 073 | 27 318 | 27 233 | 2 825 | 16 994 | 20 607 | 28 292 | 32 495 | 39 018 | 40 188 | 38 950 | 38 895 | 36 573 |

## Partnerská města
- Kilkenny, Irsko
- Margny-lés Compiégne, Francie
- Monheim am Rhein, Německo
- Nordhorn, Německo
- Offagna, Itálie
- Trakai, Litva
- Sölvesborg, Švédsko